# Хальхали, Садек
Садек Хальхали (перс. صادق خلخالی‎; 27 июля 1926, Киви, Хальхаль, Ардебиль — 26 ноября 2003, Тегеран) — иранский религиозный деятель и политик-теократ, аятолла и судья, близкий сподвижник лидера Исламской революции аятоллы Хомейни. В 1979—1980 — председатель Исламского революционного суда. Проводил политику государственного террора в отношении противников теократического режима исламской республики. Лично вынес сотни смертных приговоров, получил прозвище «судья-вешатель». Отстранён от должности по обвинению в коррупции. В 1983—1991 — член Совета экспертов. В 1989 выдвинул кандидатом в рахбары Али Хосейни Хаменеи.

## В хомейнистском подполье
Относительно места рождения Садека Хальхали существуют разночтения. По официальной биографии, он родился на севере Ирана — в деревне Киви близ города Хельхаль (шахрестан Хальхаль, остан Ардебиль). Другие источники указывают деревню Гиви в Азербайджанской ССР. В обоих случаях семья Хальхали была крестьянской и происходила из иранских азербайджанцев.
В четырнадцатилетнем возрасте Садек Хальхали перебрался в Кум, где в 1943 году поступил в семинарию при местном медресе. Был одноклассником Мостафы Хомейни — старшего сына Рухоллы Хомейни, лидера радикальной исламистской оппозиции. Попал под влияние идеологии Навваба Сефеви и его организации Федаины ислама, совершившей серию политических убийств в 1940—1950-х годах (жертвами «федаинов» становились деятели, обвинённые в антиисламских взглядах). С тех пор Хальхали стал активным приверженцем исламского фундаментализма. Сблизился с кругом Хомейни, являлся доверенным лицом Мустафы.
Хальхали участвовал в исламистском подполье, по некоторым данным, был причастен к террористическим актам. При этом его имя в то время не было широко известно. Хальхали воздерживался от публичных выступлений, предпочитая организационную практику. По словам Хальхали, он с группой единомышлеников планировали взорвать кортеж шаха Мохаммеда Реза Пехлеви на обратном пути из Египта в мае 1950 года. Однако реализовать этот план не удалось. После разгрома «Федаинов ислама» в 1955 году пытался восстановить организацию. 22 марта 1963 года, когда агенты САВАК ворвались в дом Хомейни, Хальхали пытался его защитить.
Хальхали был заключен в тюрьму в июне 1963 года. Когда на суде руководитель САВАК генерал Хасан Пакраван спросил его, что означает применяемое исламистами выражение «порча на земле», Хальхали ответил: «То, в чем вы виноваты!».
Хальхали неоднократно арестовывался шахскими властями. Несколько раз был сослан в разные регионы страны. Около четырёх лет провёл в тюрьмах. Вслед за аятоллой Хомейни эмигрировал во Францию. Вернулся в Иран в январе 1979 года, за две недели до возвращения Хомейни.

## «Судья-вешатель»
24 февраля 1979, вскоре после победы Исламской революции, ставший верховным правителем — рахбаром аятолла Хомейни назначил Садека Хальхали председателем высшего Исламского революционного суда. Хомейни приказал Хальхали выносить приговоры в соответствии с шариатом. Под руководством Хальхали оказалась разветвлённая система чрезвычайных трибуналов с широкими полномочиями. Среди главных задач исламско-революционной юстиции откровенно называлась месть функционерам шахского режима.
Глава первого хомейнистского правительства Мехди Базарган и министр иностранных дел Ибрагим Язди выступали за всеобщую амнистию для функционеров шахского режима при условии признании ими революционных властей. Язди публично критиковал жёсткую линию Хальхали и добился его кратковременной отставки. Однако Хальхали быстро восстановился в должности.
Хальхали стоял на позиции радикальных клерикалов, сторонников политического террора «для защиты революции». Исламские революционные суды во главе с Хальхали являлись одним из главных инструментов политических репрессий нового режима. В их ведении находились дела о контрреволюции, антиисламской деятельности, шпионаже, политических заговорах, незаконном хранении оружия, контрабанде наркотиков, нарушении норм исламской морали. Перед ними открыто ставилась задача уничтожения оппозиции. Судья и прокурор-обвинитель зачастую выступал в одном лице, права на защиту подсудимые не имели, смертные приговоры приводились в исполнение немедленно.
Садека Хальхали характеризовали как «ярого сторонника жёсткой политики, массового террора и казней как необходимой составляющей успешных социальных преобразований». Ещё до официального назначения, поздним вечером 15 февраля 1979 по приказу Хальхали были расстреляны бывший директор САВАК Нематолла Насири и генералы шахской армии Манучехр Хосроудад, Мехди Рахими, Реза Наджи.
Под председательством Хальхали 13 марта 1979 приговорены к смертной казни и расстреляны генерал авиации Надер Джаханбани, генерал шахской гвардии Парвиз Амини-Ашфар, руководитель национального радио и телевидения Махмуд Джафариан, редактор новостного отдела телерадио Парвиз Никха, ещё несколько военачальников и функционеров САВАК.
7 апреля 1979 казнён бывший премьер-министр Ирана Амир Аббас Ховейда (несмотря на многочисленные просьбы о помиловании, поступавшие из ряда стран). 9 апреля — последний командующий шахскими ВВС генерал Амир Хосейн Рабии. 11 апреля — группа шахских генералов и политиков, в том числе бывшие директоры САВАК Хасан Пакраван и Насер Могадам, бывший министр иностранных дел Аббас-Али Халатбари, бывший командующий шахской гвардией Али Нешат, бывший мэр Тегерана Голям Реза Никпей.
Хальхали и подчинённые ему трибуналы выносили смертные приговоры не только сторонникам свергнутого шаха Мохаммеда Реза Пехлеви, но и левым активистам ОМИН, ОФИН, Форкан, участникам курдского движения, последователям религии бахаи, другим противникам хомейнистского теократического режима. В то же время исламские суды жёстко подавляли уголовную преступность, грабежи и наркоторговлю, содержание домов терпимости. Количество смертных приговоров, вынесенных Садеком Хальхали и исполненных под его руководством, оценивается, по разным источникам, от ста до восьми тысяч. Наиболее реальной считается цифра примерно в полторы тысячи. Сам Хальхали говорил о пятистах казнённых. Под руководством Хальхали были проведены репрессии в отношении курдов в период восстания в иранском Курдистане.
Казни часто совершались на крышах бывших школ, где размещались суды. Приговоры приводились в исполнение через расстрел или через повешение — из-за чего Хальхали получил в стране и мире прозвище «судья-вешатель». Его судебные речи отличались неумолимой жестокостью, демонстративным обвинительным уклоном, откровенной религиозно-политической мотивацией и издевательской тональностью. В качестве главного обвинения звучала формулировка «распространитель порчи на Земле», «враг праведного порядка», внесённая в новый Уголовный кодекс. Приговорённому к смертной казни шестнадцатилетнему подростку Хальхали обещал попадание в рай в случае его невиновности. Начальник тюрьмы Каср Мехди Араги, тоже активный участник исламистских репрессий, с недоумением отмечал, что Хальхали «сначала казнит, потом выдвигает обвинения».
В мае 1979 года Хальхали на пресс-конференции заявил, что бывшему шаху Мохаммеду Реза Пехлеви и некоторым членам его семьи заочно вынесен смертный приговор. Хальхали угрожал убить бывшего шаха «даже если он спрячется в подвале Белого дома». 22 июня 1979 Хальхали объявил награду в размере 131 тысяча долларов за убийство бывшего шаха. Позже Хальхали заявил, что отправил отряд боевиков с заданием убить шаха. По словам Хальхали, с этой целью был нанят по контракту известный международный террорист Карлос Шакал. Однако, 27 июля 1980 года, экс-шах умер после тяжёлой болезни в Каире.
Тогда же, в мае 1979, Хальхали возглавил воссозданную организацию «Федаины ислама». После возвращения Хомейни в Иран эта группа стала проводить политику «стрелять на месте» и организовала внесудебные казни деятелей шахского правительства.
В то время как другие судьи Исламского революционного суда стремились сохранить анонимность, Хальхали действовал открыто перед представителями СМИ. Например, в июне он отправился в провинцию Хузестан, населённой в основном арабами. Он заявил газете «Эттелаат», что Хомейни приказал ему прибыть на место, чтобы «облегчить работу» местного революционного суда. Находясь в Ахвазе, Хальхали приговорил к смертной казни десятки людей за организацию беспорядков. Родственники казнённых в гневе собрались у суда и скандировали лозунги против Хальхали.
Хальхали приписывается организация убийства Шахрияра Шафика, сына сестры шаха принцессы Ашраф Пехлеви, совершённое 9 декабря 1979 в Париже. 7 февраля 1984, также в Париже, был убит шахский генерал Голям Али Овейси, заочно приговорённый к смерти вердиктом Хальхали. 6 августа 1991 там же погиб в результате политического убийства последний шахский премьер Шапур Бахтияр.
Ещё один заочный смертный приговор Хальхали вынес бывшему шахскому министру иностранных дел и послу в США Ардеширу Захеди.

## Идеолог и политик теократии
Идеологически и политически Садек Хальхали представлял самую жёсткую линии в руководстве исламской республики. Всемерно отстаивал принципы шиитской теократической диктатуры. Всячески старался отличиться в глазах аятоллы Хомейни, проявляя не только рвение в политическом курсе, но и большую предупредительность в личном общении. Выступал против относительно умеренного правительства Мехди Базаргана, был участником его смещения. Полностью одобрял захват американских заложников в Иране. После провала попытки освободить заложников военным путём Хальхали инициировал публичное надругательство над телами погибших американских солдат с демонстрацией по телевидению.
Садек Хальхали отличался яростной ненавистью к доисламскому и шахскому наследию иранской истории. Он издал историческое сочинение о «лжи и преступлениях Кира», призывал разрушить гробницу Кира, архитектурные руины царского дворца в Персеполе, гробницу Фирдоуси в Тусе. Такого рода попытки были сорваны региональными властями и возмущёнными местными жителями. Однако в мае 1980 Хальхали руководил сносом Мавзолея Резы Пехлеви в Рее.
По партийной ориентации Хальхали состоял в правой клерикально-исламистской партии Ассоциация воинствующего духовенства, с 1988 — в реформистской Ассоциации боевого духовенства. Из тактических соображений в начале 1980-х его поддерживала партия иранских коммунистов Туде. Именно коммунисты во главе с Нуреддином Киянури на выборах в марте 1980 выдвинули кандидатуру Хальхали в Исламский консультативный совет.
Противники Хальхали консолидировались в исламско-демократическом Движении свободы Ирана Мехди Базаргана и Махмуда Талегани, а также вокруг Мохаммада Бехешти в Исламской республиканской партии. Резко конфликтные отношения сложились у Садека Хальхали с первым президентом Ирана Абольхасаном Банисадром. Недовольство судебным террором высказывали даже деятели близкого окружения Хомейни.

## Отстранение от власти
Влиятельный аятолла Бехешти был сторонником соблюдения определённых правовых норм и решительно возражал против судебно-карательной практики Хальхали. 23 февраля 1980 Хомейни назначил Бехешти главой судебной власти Ирана. Одним из первых его решений, через неделю после назначения, стало отстранение Хальхали от председательства в Исламском революционном суде. В декабре 1980 года президент Банисадр добился ухода Хальхали из судебной системы. Основанием послужило обвинение в присвоении 14 миллионов долларов, полученных в результате конфискаций у казнённых и антинаркотических рейдов.
Политические позиции Хальхали серьёзно пошатнулись, хотя при поддержке Туде ему удалось избраться в Исламский консультативный совет от избирательного округа в Куме. Гибель Бехешти в результате теракта, отстранение и эмиграция Банисадра в 1981, лишь немного укрепили положение Хальхали. В 1982 он возглавил агентство по противодействию распространению наркотиков. С 1983 состоял в Совете экспертов.
Попытку восстановить своё политическое влияние Садек Хальхали предпринял в 1989, после смерти аятоллы Хомейни. Именно он выдвинул в преемники-рахбары кандидатуру Али Хосейни Хаменеи — несмотря на то, что религиозный титул ходжат-оль-ислам (не аятолла) не давал на это оснований. 3 июня 1989 Совет экспертов утвердил Хосейни-Хаменеи высшим руководителем Ирана. Однако это не усилило политических позиций Хальхали. В 1991 Садек Хальхали оставил все государственные посты и уехал в Кум. Несколько лет преподавал в медресе.
В 1997 президентом Ирана был избран Мохаммад Хатами, выступавший с либеральной (по иранским меркам) и реформаторской программой. Несмотря на свою однозначную репутацию, Садек Хальхали выразил поддержку новому курсу и попытался включиться в команду Хатами. Однако новый президент и его сторонники не приняли «судью-вешателя».
В 2000 Садек Хальхали издал автобиографию, в которой целиком и полностью оправдывал свою деятельность и выражал сожаление, что «убил не всех, кого следовало»:

Я был религиозным судьей и приказал казнить пятьсот с лишним преступников и сторонников шаха, а также сотни людей в Курдистане, Гомбеде-Кавусе и Хузестане, а также ряд головорезов и торговцев наркотиками. Об этих казнях я не жалею. Я не жалуюсь, и моя совесть чиста. На самом деле, я считаю, что убил недостаточно! Многие заслуживали казни, которых мне не удалось поймать. Такие люди, как: шахиня Фарах, сестра шаха Ашраф Пехлеви, Джафар Шариф-Эмами, генерал-лейтенант Аббас Карабаги, генерал-лейтенант Хоссейн Фардуст.

Умер Садек Хальхали в 2003 году в возрасте 77 лет от рака и сердечно-сосудистого заболевания.

## Семья и имидж
Садек Хальхали был женат, имел сына и двух дочерей. Фатема Садеки, дочь Садека Хальхали — политолог и журналист. Она придерживается либерально-секуляристских взглядов, известна выступлениями в защиту прав женщин.
Иностранные обозреватели не раз констатировали несообразие внешнего имиджа Садека Хальхали и его политической роли. Это был невысокий круглолицый смешливый человек в очках, «с добродушной улыбкой и пронзительным хихиканьем». Был склонен к чёрному юмору. В одном из интервью Хальхали сам напомнил, что его сравнивают с Адольфом Эйхманом — и тут же назвал себя «личностью интересной, уважаемой и дружелюбной».